# カイソーン・ポムウィハーン
カイソーン・ポムウィハーン（ラーオ語: ໄກສອນ ພົມວິຫານ / Kaysone Phomvihane, 1920年12月13日 - 1992年11月21日）は、ラオスの政治家、革命家。初代ラオス人民革命党中央委員会書記長・議長、初代ラオス人民民主共和国首相、第2代ラオス人民民主共和国主席などの要職を務め、同国の最高指導者の地位にあった。

## 経歴
母親がラオス人で、父親がベトナム人であるといわれる。出生時の名前はグエン・カイ・ソン（Nguyen Cai Song）。
1943年から、ハノイ大学で法律を学ぶ。しかし2年後、日本軍の侵攻で大学は閉鎖されると、ベトナムで反植民地運動に参加する。1940年代前半にはラオ・イサラ（自由ラオス）政府の反仏運動の末端で活動し、1948年半ばにラオス北東部のベトナム国境地域での宣伝工作を担う「上ラオス突撃隊」が設置されると、隊長に抜擢された。1949年、インドシナ共産党に入党。1950年にはネーオ・ラーオ・イサラ（ラオス自由戦線）の中央委員に選出され、臨時抗戦政府の国防相に就任。1955年3月22日、インドシナ共産党ラオス地方委員会が改組されてラオス人民党が成立すると、カイソーンは同日に開催された第1回党大会で書記長に選出された。翌年1月、ネーオ・ラーオ・イサラはラオス人民党指導下の左派大衆組織であるネーオ・ラーオ・ハクサート（ラオス愛国戦線）に改組され、カイソーンは党書記長としてネーオ・ラーオ・ハクサート中央委員会に入り、副議長に就任した。ネーオ・ラーオ・ハクサートの議長はスパーヌウォンであったが、ネーオ・ラーオ・ハクサートはラオス人民党の指導を受けるため、カイソーンが実質的にネーオ・ラーオ・ハクサートの最高指導者となった。1957年、左派を含めた連合政府の成立後はビエンチャンで活動するが、右派の圧力により連合政府が形骸化すると、1959年にハノイ近郊の「根拠地」に撤退する。
ラオス内戦が激化するなか、カイソーンはネーオ・ラーオ・ハクサートおよびその軍事組織であるパテート・ラーオを率い、ゲリラ戦を展開した。カイソーンの指導の下、パテート・ラーオ軍の勢力は拡大し、ラオス和平会談が開始された1972年の時点で国土の約3分の2と人口の半数を支配下に置いた。1972年2月の第2回党大会でラオス人民党はラオス人民革命党と改称し、カイソーンが党書記長に再選された。カイソーンは党大会を主宰し、政権奪取後の国家建設方針を策定した。
内戦終結後の1975年12月2日、王政が廃止されてラオス人民民主共和国が建国されると、カイソーンは初代首相に就任した。社会主義体制となったラオス人民民主共和国ではラオス人民革命党が国家機構を指導するという政治構造となっており、また建国当初の国家機構においては首相に権限が集中するようになっていたため、党書記長兼首相のカイソーンが同国の最高指導者となった。
カイソーン率いるラオス人民革命党は建国後、急激な社会主義化を進めた。だが、この急進的な社会主義化は経済の破綻を招いた。そのため、1979年からは市場経済原理を部分的に導入した。しかし、このときの経済改革は1982年4月の第3回党大会で社会主義路線に沿った社会・経済開発が強調されて経済の自由化は見送られるなど、不徹底なものだった。なお、カイソーンはこの党大会で書記長に再選されている。
その後、さらに経済状況が停滞すると、カイソーンは本格的な経済改革に着手する。1986年11月の第4回党大会で書記長に再選されたカイソーンは、「チンタナカーン・マイ（新思考）」政策を提唱して改革・開放を党規約に規定し、社会主義の枠内での経済自由化・開放化に乗り出した。
1991年3月、第5回党大会において書記長および書記局が廃止されると、カイソーンは中央委員会の日常職務を指導・監督する新設の議長職に就いた。同年8月に開催された第2期第6回国会において共和国初の憲法が制定され、今まで儀礼職であった国家主席の権限が強化されると、8月15日、カイソーンは国家主席に就任した。
党と国家の最高職を独占して権限を強化し、経済改革を推進するための権力を掌握しようとしたカイソーンであったが、翌年11月21日に死去した。11月28日、葬儀が執り行われ、火葬に付された。

## 政治姿勢
急進的な社会主義化が失敗に終わると、カイソーンは現実主義を採り、「チンタナカーン・マイ（新思考）」政策を打ち出して経済改革を推進しようとした。しかし、政治制度改革ではマルクス・レーニン主義を堅持し、一党支配体制の維持については妥協しなかった。例えば、東欧の民主化が進行していた1990年にはトンスック・サイサンキー科学技術省次官らが「社会民主主義」を主張し、複数政党制を要求する書簡をカイソーンに送ったが、カイソーンは彼らを逮捕している。このように、支配体制への批判については強硬な姿勢を示すカイソーンであったが、自身のネットワークを形成しながら改革に消極的なグループにも配慮して、慎重に権力バランスを維持した。革命を成功に導いた指導者としてカリスマ性を有するとともに、権力バランスを巧みにコントロールすることによって支配を安定させたのである。

## 顕彰
カイソーンは革命を成功させたカリスマ的指導者、英雄として崇拝の対象となっている。1992年にカイソーンが没すると、政府はすべての県庁所在地にカイソーンの彫像を設置した。また、2000年12月13日にはカイソーン生誕80年を記念して、首都ヴィエンチャンにあるカイソーン博物館の正面に彼の巨大なブロンズ像が建立された。しかし現在、カイソーンにまつわる伝説は、以前ほど国民特に若者層の興味を引くものではなくなってきている。政府は共和国建国30周年記念式典で示したようにカイソーンへの崇拝を堅持しているが、それはかつてよりも慎ましやかで質素に行うようになっている。
なお、2000kip以上のキープ紙幣には彼の肖像が描かれている。
また毛沢東や金日成のように東側の指導者や、カンボジアのシアヌーク国王のようにカイソーンの肖像バッジも製作されており、ラオスの軍人・警察官が胸に取り付けている姿を見ることができる。これらのバッジの一部は北朝鮮に製造を委託され製作されているものもある。

## 家族
夫人のトンウィン・ポムウィハーンはラオス人民革命党中央委員を務めたが、権力濫用と木材の不法輸出疑惑によって、1991年3月の第5回党大会では再選されなかった。
息子のセイソムフォン・ポムウィハーンは第5回党大会で党中央委員となり、1993年にサワンナケート県知事に任命された他、2021年に国民議会議長に選出されている。
息子のサンティパープ・ポムウィハーンは、財務副大臣、サワンナケート県副知事、同知事を歴任し、第10回党大会で党中央委員となる。